# Dzun-Chemčikskij kožuun
Il Dzun-Chemčikskij kožuun (in russo Дзун-Хемчикский кожуун?; in tuvano: Чөөн-Хемчик кожуун) è un distretto della Repubblica di Tuva, nella Siberia Orientale. Occupa una superficie di 6 484,56 chilometri quadrati, è suddiviso in 12 sumon, ospita una popolazione di circa 19 645 abitanti e ha come capoluogo la città di Čadan.